# 第2次スーパーロボット大戦Z
『第2次スーパーロボット大戦Z』（だいにじスーパーロボットたいせんゼット、Super Robot Wars ZII）は、バンダイナムコゲームスのバンプレストレーベルより発売されたシミュレーションRPG。略称は『SRWZII』。
2部作構成であり、2011年4月14日に前編である『第2次スーパーロボット大戦Z 破界篇』（だいにじスーパーロボットたいせんゼット はかいへん・以下、破界篇）がリリース、続く2012年4月5日に後編である『第2次スーパーロボット大戦Z 再世篇』（だいにじスーパーロボットたいせんゼット さいせいへん・以下、再世篇）がリリースされた（発売日は共にパッケージ版のもの）。
キャッチコピーは「“破界”せよ、この混沌たる時代を。」（破界篇）、「“再生”せよ、この混沌たる世界を。」（再世篇）。

## 概要
SDで表現されたロボットたちが競演するクロスオーバー作品「スーパーロボット大戦シリーズ」の一作で、スーパーロボット大戦シリーズ生誕20周年記念作品となる。2008年9月25日にPlayStation 2で発売された『スーパーロボット大戦Z』（以下、前作）の続編であり、シリーズカテゴリの一つである「Zシリーズ」の第2〜3作目にあたる。
PSPで本シリーズの完全新作が制作されるのは前編の破界篇が初めてとなり、据置機で展開されているシリーズの続編が、携帯機をオリジナルのプラットフォームとするのも初の試みとなる。また、PSPで発売されるシリーズとしては初めてメモリースティックDUOへのデータインストールに対応し、据置機作品とほぼ同等のクオリティのアニメーションとフルボイスの戦闘シーンを実装しつつも、読み込み時間の短縮を実現した。
本作は『スーパーロボット大戦COMPACT2』以来の分割シナリオ構成となっており、前編である「破界篇」（全50話/84ステージ）と後編の「再世篇」（プロローグ3話、本編60話/94ステージ）の2部構成での発売となる。ただし、破界篇と再世篇はそれぞれ独立した物語として完結することが予めアナウンスされている。
前作では創通が制作に関わった作品の機体にリアル頭身のカットインが初めて導入されたが、本作では前作にて導入されていなかったガンダムシリーズにも同様のカットインが採用されている。それに伴い前作からの続投作品にも一部カットインが追加された。 
破界篇は初回生産限定版として、前作のストーリーダイジェストを収録した小冊子と、破界篇と再世篇を収納可能なボックスが同梱した「SPECIAL ZII BOX」が発売された。
また、破界篇の発売から約1年後の2012年3月8日より、PlayStation Storeにてダウンロード版の販売が開始され、PlayStation Vitaでのプレイも可能となった。再世篇ではUMD版とダウンロード版が同一価格で同時発売となった（2020年9月29日をもって破界篇、再世篇共にダウンロード販売は終了）。

## あらすじ

### 破界篇
別々の歴史を歩んでいた並行世界が大時空震動によって溶け合い、新たな多元世界が誕生してから20年。2つの月と2つの日本列島を持つこの地球は、「ブリタニア・ユニオン」、「AEU」、「人類革新連盟」の三大国家によって支配されていた。しかし、世界各地では未だテロや紛争が絶えず、また謎の怪物次元獣が各所で暴れ回り、人々の安寧を脅かしていた。
ある日、多額の借金を抱えた男・クロウ・ブルーストは、高額の報酬のために対次元獣用機動兵器・ブラスタのテストパイロットを引き受けることになった。ブラスタの戦闘データを得るため、クロウは様々な勢力と接触していく。武力による戦争根絶を掲げるソレスタルビーイング、新エネルギー光子力で動くスーパーロボット・マジンガーZ、新たに異世界から転移してきた宇宙移民船団の民間軍事組織・S.M.S、ブリタニアの支配から（片方の）日本の解放を目指す・黒の騎士団。出自も主義主張も異なる彼らだったが、国連平和維持理事会代表・エルガン・ローディックの呼びかけで特別国際救助隊ZEXIS（"Z Extra International Savers"）を結成。クロウもまたその一員となる。
世界各地を巡ってテロや次元獣といった人類共通の脅威に対抗するZEXIS。だが、彼らを快く思わない三大国家に潜む何者かの陰謀や、クロウを付けねらう怪人物・アイム・ライアードの暗躍が行く手を阻む。そして、小国リモネシアが引き起こした時空災害「カラミティ・バース」により、次元獣を統べる破界の王・ガイオウがこの世界に到来する。その圧倒的な力の前にはZEXISもなすすべがなく、敗退を余儀なくされた。ガイオウと彼に従うもの達は新帝国インペリウムの建国を宣言し、行く先々で気ままな破壊活動を繰り返していく。
しかしカラミティ・バースの影響はガイオウのみならず、かつて別の多元世界を悪の魔の手から守りぬいたZEUTHの戦士達をもこの世界に呼びよせていた。ZEUTHメンバーを仲間に加えて戦力を増強させたZEXISは、インペリウムへの反撃の狼煙を上げるのだった。

### 再世篇
破界事変（破界篇）から1年、地球連邦が樹立して1ヶ月。ソレスタルビーイングやコロニーのガンダム、黒の騎士団は壊滅し世界には平和が訪れていた。時空振動により暗黒大陸は再び封鎖され、局地的な戦いなどが残っているが大きな戦乱は無かった。
しかし、その裏では密かに闇が蠢動していた。地球連邦軍は内部でOZとアロウズの二派に分かれ、アロウズの方は反政府勢力への過剰な武力活動などを行っていた。そんな中、スコート・ラボ所属の次元獣バスター・エスター・エルハスは、ある町での仕事で二機のガンダム、そして黒の騎士団の生き残りと出会う。彼らと共に往く中で、ソレスタルビーイングの再始動、コロニーのガンダムの出現、黒の騎士団総帥・ゼロの復活などを経て、混迷する現状に対応すべくZEXISとZEUTHが再結成される。その中には、スコート・ラボから出向して来たクロウの姿もあった。
そんな彼らの前に現れた新たな敵、それはかつてガイオウに滅ぼされた並行世界の王国・聖王国インサラウムだった。次元獣を戦力とし、安住の地を求めて侵攻してくる彼らの勢いをZEXISとZEUTHは留めきれず、各地への侵攻を許すことになる。その中で浮かび上がってきた謎の存在「スフィア」、そしてそれを狙う黒衣の男・アサキム・ドーウィンの暗躍。さらに、地球連邦を裏から操る存在・イノベイター。歴史の闇に潜む真の敵を撃つため、再びZEXISとZEUTHは反攻の狼煙を上げる。

## 参戦作品
- ★マークはシリーズ初参戦、☆マークは携帯機初参戦作品。
- ZマークはZシリーズ初参戦作品。
- Vマークは音声付きシリーズ作品に初参戦作品。

### 破界篇参戦作品
- 無敵超人ザンボット3
- 無敵鋼人ダイターン3
- ☆Z無敵ロボ トライダーG7
- ☆宇宙大帝ゴッドシグマ
- ☆宇宙戦士バルディオス
- ZV六神合体ゴッドマーズ
- ☆戦闘メカ ザブングル
- ★装甲騎兵ボトムズ
- ★装甲騎兵ボトムズ ザ・ラストレッドショルダー
- ★装甲騎兵ボトムズ レッドショルダードキュメント 野望のルーツ
- ★装甲騎兵ボトムズ ペールゼン・ファイルズ
- ☆超時空世紀オーガス
- 機動戦士Ζガンダム
- 機動戦士ガンダム 逆襲のシャア
- Z新機動戦記ガンダムW
- 機動新世紀ガンダムX
- ☆∀ガンダム
- 機動戦士ガンダムSEED DESTINY
- ★機動戦士ガンダム00 1st Season[† 3]
- Z超獣機神ダンクーガ
- ZV獣装機攻 ダンクーガ ノヴァ
- ZV真(チェンジ!!)ゲッターロボ 世界最後の日
- ★真マジンガー 衝撃! Z編
- ★地球防衛企業ダイ・ガード
- THE ビッグオー
- オーバーマン キングゲイナー
- ☆超重神グラヴィオンツヴァイ
- ☆創聖のアクエリオン
- ★コードギアス 反逆のルルーシュ
- ★天元突破グレンラガン
- ★劇場版 天元突破グレンラガン 紅蓮篇
- ZVマクロスF
- ★劇場版 マクロスF 〜イツワリノウタヒメ〜
- ★交響詩篇エウレカセブン ポケットが虹でいっぱい

### 再世篇参戦作品
- 無敵超人ザンボット3
- 無敵鋼人ダイターン3
- 無敵ロボ トライダーG7
- 宇宙大帝ゴッドシグマ
- 宇宙戦士バルディオス
- ★太陽の使者 鉄人28号
- 六神合体ゴッドマーズ
- 戦闘メカ ザブングル
- 装甲騎兵ボトムズ
- 装甲騎兵ボトムズ ザ・ラストレッドショルダー
- 装甲騎兵ボトムズ レッドショルダードキュメント 野望のルーツ
- 装甲騎兵ボトムズ ペールゼン・ファイルズ
- 超時空世紀オーガス
- 機動戦士Ζガンダム
- 機動戦士ガンダム 逆襲のシャア
- 新機動戦記ガンダムW
- 機動新世紀ガンダムX
- ∀ガンダム
- 機動戦士ガンダムSEED DESTINY
- ★機動戦士ガンダム00[† 3]
- 超獣機神ダンクーガ
- 獣装機攻 ダンクーガ ノヴァ
- Zマクロス7
- ★マクロス ダイナマイト7
- マクロスF
- ★劇場版 マクロスF 〜サヨナラノツバサ〜
- 真(チェンジ!!)ゲッターロボ 世界最後の日
- 真マジンガー 衝撃! Z編
- 地球防衛企業ダイ・ガード
- THE ビッグオー
- オーバーマン キングゲイナー
- ☆超重神グラヴィオン
- 超重神グラヴィオンツヴァイ
- 創聖のアクエリオン
- コードギアス 反逆のルルーシュ
- ★コードギアス 反逆のルルーシュ R2
- 天元突破グレンラガン
- 劇場版 天元突破グレンラガン 紅蓮篇
- ★劇場版 天元突破グレンラガン 螺巌篇
- 交響詩篇エウレカセブン ポケットが虹でいっぱい

### 解説
破界篇は全34作品、初参戦作は12作品。再世篇は全40作品、初参戦作は6作品。再世篇での参戦作品、破界篇での初参戦作品数はシリーズ最多となる。なお、『機動戦士ガンダム 逆襲のシャア』と『劇場版マクロスF 〜イツワリノウタヒメ〜』・『劇場版マクロスF 〜サヨナラノツバサ〜』は機体のみの登場。
前作から参戦を見送られた作品が少ない上に新規作品も多いため、作品数が膨大な数となったが、前作から続投する作品から登場するのは主役回りのロボットやキャラクターが中心であり、登場時期も破界篇の中盤以降になる。また前作で登場した『マジンガーZ』とその続編（『グレートマジンガー』『UFOロボ グレンダイザー』）、『ゲッターロボG』、『交響詩篇エウレカセブン』は、それぞれ『真マジンガー 衝撃! Z編』、『真(チェンジ!!)ゲッターロボ 世界最後の日』、『交響詩篇エウレカセブン ポケットが虹でいっぱい』といったリメイク・アナザー作品と入れ替わる形で外れており、シナリオ上でも両作間を並行世界としている。『創聖のアクエリオン』からは、ソーラーアクエリオンの武器として『劇場版アクエリオン ─壱発逆転篇─』より「壱発逆転拳」が新たに登場した。
ストーリーの性質上、これまでのシリーズにおいては敵勢力として扱われる傾向の強かった勢力が、初めから味方勢力として登場するのが特徴。『新機動戦記ガンダムW』の主要人物を始め、『機動戦士ガンダム00』のソレスタルビーイング・『コードギアス 反逆のルルーシュ』の黒の騎士団といった、作中において敵・味方の両方の側面を持つ勢力が該当する。
独特な設定ゆえ特殊な世界観をもち、物語の展開で空白期間が10年程度ある『天元突破グレンラガン』と『真(チェンジ!!)ゲッターロボ 世界最後の日』は、暗黒大陸(後述)と呼ばれる隔離された区画を設けることで、その設定と世界観を再現している。また、『コードギアス 反逆のルルーシュ』も日本列島を2つ存在させ、その片方をエリア11とすることで世界観を再現している。
本作が2部構成となっている性質上、大半のZシリーズ編入作品は破界篇では途中までのストーリー再現に留まる。なお、原作が2部構成となっている『コードギアス 反逆のルルーシュ』・『機動戦士ガンダム00』と、前半と後半で展開が大きく分かれる『天元突破グレンラガン』は前編のみが扱われることが予めアナウンスされていた（『天元突破グレンラガン』以外は別作品扱い）。
『天元突破グレンラガン』（劇場版は除く）の版権表記にはゲームメーカーのコナミデジタルエンタテインメントが表記されている。スーパーロボット大戦シリーズの発売元であるバンダイナムコゲームスと競合関係にある会社の版権表記が付くのは『電脳戦機バーチャロン』シリーズ・『機獣創世記ゾイドジェネシス』に続き、3例目。『装甲騎兵ボトムズ』は放映当時スポンサーがタカラだったが、2000年以降はバンダイから玩具やゲームが発売されている。
再世篇で登場する「アンチ・グレンラガン」は出典が『天元突破グレンラガン』となっているが、実際は同作には登場していない。これは原作ストーリーとは異なる展開となっている本作に合わせるため、原作の脚本家である中島かずきが設定を、監督の今石洋之とアニメーターの雨宮哲がデザインを担当して作られた、本作オリジナルのメカである。

### パッケージ登場機体
破界篇
- ソーラーアクエリオン（創聖のアクエリオン）
- ソルグラヴィオン（超重神グラヴィオンツヴァイ）
- ゴッドシグマ（宇宙大帝ゴッドシグマ）
- グレンラガン（天元突破グレンラガン）
- ゴッドマーズ（六神合体ゴッドマーズ）
- ダイ・ガード（地球防衛企業ダイ・ガード）
- マジンガーZ（真マジンガー 衝撃! Z編）
- ダンクーガノヴァ（獣装機攻 ダンクーガ ノヴァ）
- VF-25F メサイア（マクロスF）
- スコープドッグ（装甲騎兵ボトムズ）
- ニルヴァーシュ spec2（交響詩篇エウレカセブン ポケットが虹でいっぱい）
- ガンダムエクシア（機動戦士ガンダム00 1st Season）
- ランスロット（コードギアス 反逆のルルーシュ）

再世篇
- ソーラーアクエリオン（創聖のアクエリオン）
- ソルグラヴィオン（超重神グラヴィオンツヴァイ）
- ゴッドシグマ（宇宙大帝ゴッドシグマ）
- グレンラガン(グレンウィング装備)（天元突破グレンラガン）
- 鉄人28号（太陽の使者 鉄人28号）
- マジンガーZ(ゴッドスクランダー装備)（真マジンガー 衝撃! Z編）
- ダンクーガノヴァ マックスゴッド（獣装機攻 ダンクーガ ノヴァ）
- VF-25F メサイア(スーパーパック装備)（マクロスF）
- スコープドッグ ターボカスタム(キリコ機)（装甲騎兵ボトムズ ザ・ラストレッドショルダー）
- ニルヴァーシュ specV（交響詩篇エウレカセブン ポケットが虹でいっぱい）
- ダブルオーガンダム（機動戦士ガンダム00）
- 蜃気楼（コードギアス 反逆のルルーシュ R2）

## システム
ここでは、本作特有のシステムや新規追加・変更されたシステムについて解説する。シリーズ共通のシステムについてはスーパーロボット大戦シリーズのシステムを参照。前作から引き続き参戦している作品の特殊能力はスーパーロボット大戦Z#原作設定を再現したシステムも参照。
エースボーナス
撃墜数が70に達すると、各キャラクターに設定されたエースボーナスが解禁される。能力の上昇や命中率・回避率に関わったり、特定の精神コマンドの使用ポイント軽減、またはより上位の精神コマンドに変更されたり、特定の武装がパワーアップするなど、バラエティ豊かなボーナスが用意されている。
サブオーダー
シナリオで出撃していなかったメンバーを5人1組のチームで編成し、以下のオーダーを選択するとそのチームに特典が追加される。使用できるようになるのは、メンバーがある程度増えた頃から。
トレーニング
パイロットポイントが各員20ポイント追加。
パトロール
撃墜数が各員2機追加。
シミュレーター
経験値が500ポイント追加。
資金調達
レベルに応じて資金が追加。レートは500*現在のレベル。

連続行動
このスキルを所持したパイロットは気力が120に達すると、敵機を撃墜した場合、その後にもう一回行動できるようになる。ただし、1ターンに1回しか発動ができない。なお、再行動系精神コマンドと重なった場合、連続行動が先に発動される。
エンブレムシステム
再世篇で特定の条件を満たすと強化パーツ「エンブレム」が入手できる。エンブレムはアイアン、ブロンズ、シルバー、ゴールド、プラチナの5種類。

### 原作設定を再現したシステム

#### 破界篇・再世篇共通
螺旋力発動（天元突破グレンラガン）
カミナ/ロシウもしくはシモンの気力が130以上で発動。HP回復（小）の効果と螺旋力のレベルによって最終攻撃力が決定する。
再世篇では下記の操縦者交代システムがなくなったので、発動するのはシモンのみ。
シモンのエースボーナスである出撃時に気力+30などが付加されると、出撃時からこのシステムが作動する。
螺旋力発動のエフェクトはイベント以外では表示されない。
六神合体（六神合体ゴッドマーズ）
明神タケルの気力が130以上で使用可能になり、ガイヤーからゴッドマーズへと合体できる。合体後はHP・ENが全回復し分離できないが、強制的に分離されるなどのデメリットもない。ただしガイヤーの武器「六神アタック」が使用不可能になる。また、ガイヤーの固有改造ボーナスの一つに気力制限の撤廃があり、フル改造後は気力制限なしでの合体が可能となる。
超A級超能力（六神合体ゴッドマーズ）
明神タケルがエースボーナスを得ることで、デフォルトで所持している特殊スキル「超能力」がこれに変化する。タケルのレベルに関係なく、常時超能力のレベルが9状態に固定されさらに毎ターンSPが10回復する。
野性化（獣装機攻ダンクーガノヴァ、超獣機神ダンクーガ）
これまでのシリーズの獣戦機隊と同様に、パイロットの気力が130以上で発動。最終ダメージが1.1倍に上昇する。
破界篇でチームDはゴッドビーストの追加以降、超獣合神の制限解除と共に併せて追加される。獣戦機隊は最初から所持。再世篇では両者とも最初から所持。
戦術指揮（コードギアス 反逆のルルーシュ、コードギアス 反逆のルルーシュR2）
ゼロの特殊スキル。一定範囲内のユニットに対して攻撃・防御・特攻の3種類の指揮から1つだけ指定、そのターンのみ効果を受ける。ただし、ゼロ自身には効果がなく、また使用後は行動終了扱いとなる。
異能生存体（装甲騎兵ボトムズ）
生まれながらにしてワイズマンの後継者として選ばれ、ヨラン・ペールゼンから「遺伝確率250億分の1」の異能生存体と評されたキリコ・キュービィーの能力。キリコが搭乗する機体のHPが10%以下になると発動。命中・回避が+30、格闘・射撃・防御・技量が+20される。
キリコは同時に初期状態で底力L9を所持しているため、この能力が発動すると自動的に底力L9の効果も重複する。
なお、破界篇全シナリオと再世篇のイベントまでは「？？？？？」と表記されるが、未修得技能の「？？？」とは異なりと能力が発動する。
社長（無敵ロボ トライダーG7）
過去シリーズの能力と異なり、今作ではMAPクリア時に出撃している際、出撃メンバー全員にPP+5を与える。
ワッ太のエースボーナスにより、加算値が倍になりPP+10を与えるようになる。
サラリーマン（無敵ロボ トライダーG7、地球防衛企業ダイ・ガード）
会社員として仕事をして給料をもらっていることの再現。
レベルアップ、10機毎の撃墜、MAPクリア時に出撃している際にそれぞれPPが+3される。

#### 破界篇のみ
グレンラガンの合体・分離（天元突破グレンラガン）
出撃の際はグレンラガンでの出撃となるが、シナリオ途中でグレンラガンの合体・分離は任意で行える。
合体・分離機能はシモンとカミナが搭乗の場合のみ限定、シモンとロシウが搭乗時合体・分離することはできない。
操縦者交代（天元突破グレンラガン）
グレンラガンへの合体後は、メインパイロットをカミナ/ロシウもしくはシモンに任意で交代できる。
反陽子爆弾（六神合体ゴッドマーズ）
これまでのシリーズと同様にガイヤーまたはゴッドマーズが撃墜されると、内蔵している反陽子爆弾が起動し、強制的にゲームオーバーとなる。その際の演出は専用のものが用意されている。
なお、破界篇のストーリーが進むとガイヤーから反陽子爆弾が取り除かれるイベントが起こる。それ以降は特殊能力欄から「反陽子爆弾」がなくなり、ガイヤー（ゴッドマーズ）が撃墜されてもゲームオーバーにはならない。
超獣合神（獣装機攻ダンクーガノヴァ）
前作のグラヴィオンのシステム「合神/重力子臨界」を踏襲しているもの。飛鷹葵の気力が130以上でノヴァイーグルからダンクーガノヴァへと合神可能。合神するとチームDのパイロットたちの精神コマンドが使用できる。合神は5ターンまで維持されるが、それ以降は強制分離され、シナリオ終了まで再合身することはできない。
なお、破界篇のストーリーの進行に伴ってゴッドビーストの追加以降、最初からダンクーガノヴァでの出撃となる。

#### 再世篇のみ
歌システム（マクロス7、マクロス ダイナマイト7）
従来の作品同様、熱気バサラの歌で味方のサポートができる他、バジュラにあてた場合は気力が減り（気力が一定以下で撃墜扱いの撤退）、次元獣に当てた場合は気力が減る他にダメージも与えられる。
次元獣へのダメージを与える度合いは、専用ステータス「歌魂」の数値が影響する。
Vコンシステム（太陽の使者 鉄人28号）
有人操縦ではなく、リモコンで遠隔操縦されている鉄人28号の設定を再現した能力。
「能力半減、行動不能、気力低下、SP低下」「連続ターゲット補正」「プレースメント」「気力100以下の時、精神コマンド脱力」を無効化する。
イカルガの乗り換え（コードギアス 反逆のルルーシュR2）
イカルガは通常はゼロがメインパイロットだが、ゼロが蜃気楼で出撃した場合はサブパイロットの扇要がメインパイロットに変更される。
ギアスの呪縛（コードギアス 反逆のルルーシュR2）
破界篇でルルーシュから「生きろ」のギアスをかけられた柩木スザクの気力が130以上で発動。常時底力L9の効果と最終ダメージ1.1倍に上昇。なお、エースボーナスを習得すると気力制限が撤廃され常時発動状態になる。
イノベイター（機動戦士ガンダム00）
イオリア・シュヘンベルグが出現を予見していた進化した人類。ダブルオーガンダムのツインドライヴが放つGN粒子によって純粋種のイノベイターとして進化した、刹那・F・セイエイの能力。気力140以上で発動して、命中・回避・技能がそれぞれ+20され、毎ターン開始時にSPが10回復する。
融合（機動戦士ガンダム00）
超兵を生み出すための人体実験によって生み出されたアレルヤ・ハプティズムのもう1つの人格であるハレルヤとの感応によって、反射と思考が融合した真の超兵としての姿。気力130以上で個別コマンドとして追加され、選択すると各能力の上昇および精神コマンドの変化（通常時の愛が魂へと変更される）、武装（GNビームシールドとトランザム発動）の攻撃力がアップし、戦闘アニメーションが変化する。
トランザム（機動戦士ガンダム00）
ソレスタルビーイングの母艦であるプトレマイオス2の能力。改修を経て、艦のコンデンサーに蓄積されたGN粒子でトランザムが可能になったことの再現。個別コマンドを実行すると2ターンの間のみ各能力が強化され、マップ上のアイコンと戦闘アニメーションが変化する。

## 世界観

### 破界篇
前作とは別の多元世界が舞台となる。この世界では時空変動からすでに20年が経過しており、日本列島と月（月と陰月）が2つずつ存在している。アフリカ大陸の一部と陰月は次元の歪みで侵入不可領域となる。世界は三大勢力と呼ばれる「ブリタニア・ユニオン」、「人類革新連盟」、「AEU」にほぼ分割されており、宇宙にはコロニー群が存在するが、実質的にそれらも三大国の支配下にある。地球上には『機動戦士ガンダム00』の軌道エレベーターが3基建造され、オービタルリングが地球を囲む。『装甲騎兵ボトムズ』のギルガメス軍およびバララント軍は、本編開始より数年前に発生した次元震で新たに地球圏に参入しており、現在は両軍とも傭兵集団に転身している。また、『マクロスF』の面々は並行世界から本作の地球圏に転移してくる。

#### 三大勢力
ブリタニア・ユニオン
『コードギアス 反逆のルルーシュ』の神聖ブリタニア帝国と『機動戦士ガンダム00』のユニオンが合併した、北米大陸を中心とする勢力。首都は帝都ペンドラゴン。元首はブリタニア皇帝のシャルル・ジ・ブリタニアが、首相をユニオンのブライアン・ステッグマイヤー（原作では大統領）が務めている。南東側の日本列島を「エリア11」として支配。ユニオン製MSとブリタニア製KMFで構成された軍隊を持つ。
エリア11
南東側にある日本の名称。住民達は「イレヴン」としてブリタニア・ユニオンに虐げられている。『機動戦士ガンダム00』における経済特区・日本もこちらに属す。また、数年前の次元振で参入した『装甲騎兵ボトムズ』のギルガメス軍が傭兵としてたむろしている。シンジュクゲットーは『装甲騎兵ボトムズ』のウドの街の役割も兼ねており、治安警察がレジスタンスの取り締まりを行っている。

人類革新連盟
通称「人革連」。『機動戦士ガンダム00』に登場したロシア、インドなどのアジアを中心とした勢力。『コードギアス 反逆のルルーシュ』の中華連邦を内包しているものの、勢力内の足並みは揃っていない。人革連製MSと中華連邦製KMFで構成された軍隊を持つが、破界篇では中華連邦製KMFはテロリストが主に使用している。
AEU
『機動戦士ガンダム00』に登場したヨーロッパ勢力。『新機動戦記ガンダムW』のロームフェラ財団が存在し、OZを特殊部隊として抱える。AEUとOZのMSで構成された軍隊を持ち、軍事面でのトップはトレーズ・クシュリナーダが務めている。

#### その他地域
日本
北西側にある日本で、21世紀警備保障、竹尾ゼネラルカンパニー、光子力研究所とくろがね屋、早乙女研究所、バトルキャンプ、ドラゴンズ・ハイヴが点在しており、各種スーパーロボットが配備されている。
暗黒大陸
『天元突破グレンラガン』の世界観をそのまま再現した大陸。アフリカ大陸の南部にあり、次元の歪みによって進入できなかったが、破界篇の序盤で起きた次元震で垣根が取り払われた。その後、獣人およびガンメンによる地上制圧が始まった。
アザディスタン王国、クルジス共和国
『機動戦士ガンダム00』に登場した中東の国家。元首はマリナ・イスマイール第1皇女。
クルジスはかつてアザディスタンに併合された中東の国家。
リモネシア共和国
太平洋上に存在するオリジナルの小国。主産業は観光や漁業だが、DEC（後述）の発見・輸出により国際的な発言力を持つようになった。
マクロスフロンティア船団
『マクロスF』に登場した超長距離移民船団。破界篇の序盤で起きた次元震によって本作の舞台の地球圏に新たに出現し、後に正式な国家として認められる。
陰月
第2次Zの多元世界にあるもう一つの月。次元の歪みによって侵入不可能の状態のため、詳細が不明。

#### その他勢力
PMCトラスト
『機動戦士ガンダム00』に登場した民間軍事会社。レッドショルダー部隊がここと傭兵契約を交わしている。
世界解放戦線（W.L.F.）
破界篇の序盤から中盤にかけて散発的に登場するテロリスト集団。
新帝国インペリウム
破界篇の中盤から登場する移動要塞グレート・アクシオンを中心とするオリジナル勢力。

### 再世篇
「ブリタニア・ユニオン」、「人類革新連盟」、「AEU」の旧三大国家群を中心とした地球連邦が成立し、名目上の地球統一政府が出来上がっているが、旧三大国家群以外（『新機動戦記ガンダムW』のコロニー国家など）は準加盟国扱いで議会での発言などの権限が制限されているほか、連邦非加盟の小国や反連邦組織からは不平等感・反感をかい、抵抗運動が続いている。また、アロウズの台頭により反連邦勢力の弾圧・虐殺が裏で行われていた。クメン王国など新しく建国された国家もあるほか、暗黒大陸は再び時空震動で侵入が不可能となっている。宇宙では、次元歪曲宙域と呼ばれる次元の歪んだ空間や、ネオ・プラネッツという大時空震動で跳ばされてきたクエントやバジュラの母星などの惑星群が集まった一帯などが出現している。

#### 地球連邦
地球連邦軍
各国家群の統一軍隊。一部にはアロウズなどに不満を持つ将兵もいる。
アロウズ
『機動戦士ガンダム00』に登場した独立治安維持部隊。超法規的措置が与えられている。
OZ
旧AEUの特殊部隊。アロウズとは対立している。
ナイトオブラウンズ
『コードギアス 反逆のルルーシュR2』に登場した皇帝直属の精鋭部隊。
中華連邦
『コードギアス 反逆のルルーシュR2』から本格的に登場した国家。ブリタニア・ユニオンなどと比べ連邦内での立場は弱い。

#### 再世篇のその他地域
暗黒大陸
物語開始当初に真ドラゴンが起こした次元震によって侵入が不可能となる。その後、インサラウムが起こした次元震で再び侵入が可能になった。その際、暗黒大陸の中では10年の月日が流れていたが、外の世界では1年しか経っていないという時間のずれが起きていた。
サンクキングダム
『新機動戦記ガンダムW』に登場した北欧の王国。
クメン王国
『装甲騎兵ボトムズ』の人々が地球上に建国した王国。
陰月
第2次Zの多元世界にあるもう一つの月で、その正体は反螺旋族の人類殲滅システム。

#### 再世篇のその他勢力
カタロン
『機動戦士ガンダム00』に登場した反連邦組織。各地で抵抗を続けている。
暁の牙
世界解放戦線（W.L.F.）の残党の傭兵集団。
ホワイトファング
『新機動戦記ガンダムW』に登場した反連邦組織。
アッセンブルEX-10
『装甲騎兵ボトムズ』に登場したクメン王国の傭兵部隊。
秘密結社
『装甲騎兵ボトムズ』に登場した謎の組織。ワイズマンの命に従い行動し、PSを製造する技術を持つ。
反螺旋族
『天元突破グレンラガン』後半に登場した敵。
ファイヤバグ
オリジナル勢力。元ブリタニア・ユニオンの特殊部隊。現在は聖インサラウムの傭兵として活動している。
聖インサラウム王国
オリジナル勢力。研究の末、次元獣の制御に成功の他、人工的にヴァイオレイションを起こすことにも成功している。

## 用語
大時空震動
前作での時空振動弾の影響により、多元世界が誕生した出来事をさす言葉。なお、前作では「ブレイク・ザ・ワールド」（名称は『機動戦士ガンダムSEED DESTINY』でのユニウスセブン落下テロ事件から）と呼ばれる。
DEC（ディメンション・エナジー・クリスタル）
数年前、リモネシア共和国で発見されたレアメタル。別次元からエネルギーを取り出す超次元エネルギー工学の研究に必要不可欠な物質で、非常に貴重なため高額で取引されている。『マクロスF』に登場するフォールドクォーツと酷似した性質を持つ。
アクシオン財団
世界最大の企業グループで、機動兵器の開発や世界各国への武器の輸出を行っている。ブラスタを開発したスコート・ラボもアクシオンの所属である。
次元獣
数年前から突如世界に出現するようになった謎の生命体。恐竜のような容姿をしており、現れると無差別に破壊を繰り返す。しかし、時間が経つと消えてしまう。
百億匹の猿
『天元突破グレンラガン』における百万匹の猿に相当するキーワード。正しくは「百億匹の猿がこの地に満ちた時、月は地獄の使者となりて螺旋の星を滅ぼす」。
その意味は平行世界を含めた惑星の人口が百億人に達した瞬間に、反螺旋族が仕込んでいたメッセンジャーとなる人物の覚醒、人類殲滅システムと呼ばれる兵器による大虐殺が始まることを意味する。
スフィア
詳細はバンプレストオリジナルの用語一覧を参照。本作では破界篇にて、クロウ・ブルーストの「揺れる"天秤"」とアイム・ライアードの「偽りの"黒羊"」が、さらに再世篇でユーサー・インサラウムの「尽きぬ"水瓶"」が新たに登場した。また、アサキム・ドーウィンが所持している二つのスフィア（所有者から奪ったもの）の内の一つが「知りたがる"山羊"」であることが明かされている。
なお、スフィア持ちはスフィア・リアクターと呼ばれる。
破界事変
破界篇における戦いの総称。

## オリジナルキャラクター
破界篇・再世篇の主人公はクロウ・ブルースト、乗機はブラスタ（リ・ブラスタ）で固定されている。
前作のオリジナルキャラクターのうち、破界篇でアサキム・ドーウィン、再世篇で前作の主人公セツコ・オハラやランド・トラビスが引き続いて登場する。

## スタッフ
- プロデューサー
  - 寺田貴信
  - じっぱひとからげ
  - 渡部隆
  - 後藤龍孝
- ディレクター
  - 名倉正博
  - 安斉誠
- オリジナルメカデザイン
  - 小野聖二
  - 杉浦俊朗
  - 岡本光晴
  - 土屋英寛
  - 金丸仁
  - 大張正己（STUDIO G-1 NEO）
- オリジナルキャラクターデザイン
  - 河野さち子（STUDIO G-1 NEO）
  - Chiyoko
- 脚本
  - 名倉正博

## 主題歌
どちらもJAM Projectが担当。オープニングテーマは2曲とも、再世篇にBGM『NOAH Ver.Z』『鋼のレジスタンス Ver.Z』として収録されている。
破界篇の主題歌
オープニングテーマ「NOAH」
作詞・作曲：影山ヒロノブ、編曲：R・O・N
エンディングテーマ「願い」
作詞・作曲：奥井雅美、編曲：安瀬聖

再世篇の主題歌
オープニングテーマ「鋼のレジスタンス」
作詞・作曲：影山ヒロノブ、編曲：藤田淳平（Elements Garden）
エンディングテーマ「The advent of genesis」
作詞・作曲：奥井雅美、編曲：須藤賢一

## プロモーション

### 街頭上映
2011年2月12日に破界篇第2弾PVが、東京・秋葉原と大阪・道頓堀の屋外ビジョンで先行上映された。2011年3月19日には第3弾PVを全国5都市の屋外ビジョンで放映する予定だったが、東日本大震災の影響で中止になった。

### 鋼の魂祭
2012年3月18日に有楽町の東京国際フォーラムにて、スーパーロボット大戦20周年記念イベント「鋼の魂祭」を開催した。この会場で再世篇のPVが先行公開された。

### 無料配信キャンペーン
再世篇の発売を記念して、アニメ動画配信サービス「バンダイチャンネル」にて参戦するアニメの無料配信キャンペーンが行われた。キャンペーン対象は以下の5作品。
- 機動戦士ガンダム00 セカンドシーズン 第1話 - 第5話
- コードギアス 反逆のルルーシュ R2 第1話 - 第5話
- 真マジンガー 衝撃！Z編 第1話 - 第6話
- 地球防衛企業ダイ・ガード 第1話 - 第5話
- 超獣機神ダンクーガ 第1話 - 第5話

### バンダイナムコライブTV
バンダイナムコライブTVの2012年4月4日放送にて再世篇の特集が組まれた。番組には、プロデューサーの寺田貴信、声優の緑川光、鈴村健一、杉田智和がゲスト出演している。

### テレビCM
破界篇のCM
以下の2パターン（15秒版と30秒版）
水木Z篇
前作のタイトルコールも担当した水木一郎がナレーションを務めるバージョン。
NOAH篇
本作の主題歌に合わせて戦闘シーンが流れるバージョン。ナレーションを務めているのは『機動戦士ガンダム00』の主人公である刹那・F・セイエイ役の宮野真守と、同作のグラハム・エーカーおよび『マクロスF』の主人公である早乙女アルトの声を務めた中村悠一の2人。

再世篇のCM
以下の2パターン
精神コマンド篇
2012年2月4日に行われた再世篇のPV鑑賞会にて収録されたもの。コンサート前の水木一郎がスーパーロボット大戦シリーズの精神コマンドを言いながら舞台に上がり、観客席のユーザーと一緒に「ゼーット！」と大合唱する。2012年2月17日からオンエアされた。
鋼のレジスタンス篇
本作の主題歌に合わせて戦闘シーンが流れるバージョン。ナレーションを務めているのは水木一郎。

### 購入特典
破界篇の予約特典は「オリジナルカスタムテーマ」プロダクトコード、再世篇の予約特典は小冊子「破界篇ストーリーダイジェスト」。

## 関連商品

### 攻略本
- 第2次スーパーロボット大戦Z 破界篇 プレイヤーズバイブル ISBN 9784047272637
- 第2次スーパーロボット大戦Z 破界篇 パーフェクトバイブル ISBN 9784047273566
- 第2次スーパーロボット大戦Z 破界篇 ザ・コンプリートガイド ISBN 9784048705028
- 第2次スーパーロボット大戦Z 再世篇 パーフェクトバイブル ISBN 9784047281561
- 第2次スーパーロボット大戦Z 再世篇 ザ・コンプリートガイド ISBN 9784048866620